# Gogar

Gogar ou Gogarburn é uma comunidade rural localizada nas redondezas de Edimburgo, na Escócia, mas situada a oeste da cidade.